# 零工經濟
在自由市場體系中，臨時職位是常見的，企業組織與獨立工作者簽訂短期合約，這樣的產業生態被稱為零工經濟（英語：gig economy）。“零工”（gig）是英語中的的一個俚語，意思是“特定時間的工作”，常用於音樂表演或舞台表演。在一般的產業中，零工經濟的例子包括自由職業者，獨立承包商，派遣工以及臨時或兼職的企業僱員。相關的概念如斜槓青年、自由工作者、數位遊牧民族等等，不同之處在於零工經濟著重於描述這些工作所參與的經濟圈。

## 發展
零時工作在總體就業者中所佔份額增長的背後有許多因素。一方面，在資訊時代，因為資訊流動便利，越來越多工作任務可以由遠端執行完成，因此工作人員和公司地點分離變為可能。這也可以成為企業經營管理上的優勢，企業可以雇用全世界各地的自由工作者來完成進行中的項目，而自由工作者也可以透過遠端協作參與世界各地適合自己專業技能的工作任務。
在零工經濟中，企業可以在用人上更具彈性，有助於節省諸如員工福利、辦公空間和員工培訓等方面的支出。還有可以隨時聘用某領域的專家來完成特定商業項目，而不需在平時為這些專家支付高額工資。從自由工作者的角度來看，零工經濟所具有的彈性可以幫助他們實現工作與生活平衡的目標，提供自由工作我實現夢想的機會，因此零工經濟的發展為企業及自由工作者來說是一個雙贏的情況。